# キム・ボルム
キム・ボルム（김보름、金보름、1993年2月6日 - ）は、韓国のスピードスケート選手で元ショートトラックスピードスケート選手。「ポルム」とは朝鮮語で旧暦15日の意味である（誕生日の1993年2月6日は当年度の小正月に当たる日であるため）。

## 経歴
大邱広域市出身。元々はショートトラックの選手であったが、浄化女子高等学校在学中の2010年にスピードスケートへ転向。同年より韓国代表に選出され、2011年アジア冬季競技大会の3000mにて銀メダルを獲得。2012年に帯広で開催された世界ジュニアスピードスケート選手権大会では総合3位、チームパシュートでは優勝するなど活躍し、韓国体育大学校へ進学する。2014年ソチオリンピックでは女子1500m、女子3000m、チームパシュートに出場。女子1500mでは21位、女子3000mでは13位、チームパシュートは8位という成績であった。
一方、マススタートではショートトラック選手だった強みを生かし、世界距離別スピードスケート選手権では2016年のコロムナ大会で金メダルを獲得したのをはじめ、ISUスピードスケート・ワールドカップ2016/2017年シーズンで1位となり、冬季オリンピックの正式種目となる2018年平昌オリンピックでは金メダル候補となった。
地元開催となった平昌オリンピックでは女子3000m、チームパシュート、マススタートに出場。女子3000mでは18位、チームパシュートは8位であったが、得意のマススタートでは終始髙木菜那（日本）についていき、最後はイレーネ・スハウテン（オランダ）との競り合いに勝ち銀メダルを獲得している。
2021-2022シーズンの国際スケート連盟ワールドカップで総合8位となり、2022年北京オリンピックに出場。
2018年2月時点で女子3000メートル、女子5000メートルの韓国記録保持者である。

## 人物
金髪がトレードマークで、韓国内では「スピードスケート界の妖精」、「氷上の女神」、「アイドル顔負けの美貌」と称されている。
小学校5年生の時から始めたショートトラックでは伸び悩んでいた中、高校2年生の時に開催された2010年バンクーバーオリンピックの男子10000mで金メダルを獲得した李承勲の活躍を見た影響が大きく、大学進学を決める前に転向を決心しているが、現在でもマススタートに備えてショートトラックで練習を行っている。なお、李承勲も元々はショートトラックの選手であり（2009年にスピードスケートへ転向）、2018年平昌オリンピックの男子マススタートでは金メダルを獲得している。

## 平昌オリンピックでの騒動
2018年2月19日に江陵スピードスケート競技場（サイエンス・オーバル）にて開催された平昌オリンピックチームパシュートの準々決勝（オランダ戦）にてキムは朴智玗、盧善英と共に出場したが、最後は朴とともに盧を大きく引き離す状態でゴールし、さらにゴール後盧がうなだれながら座り込んでボブ・デヨングコーチに慰められる中、別の場所でインタビューを受け「団体追い抜きは最後にゴールした選手の記録が採用されるので、良い記録が出なかった」等と盧に責任がある発言をしたことで韓国国内の世論が紛糾し、韓国代表資格の剥奪を嘆願する署名が殺到。さらに騒動はキムをスポンサードする企業にまで波及し、スポンサー企業の1つである韓国のアウトドアブランドは「（キムとは）2月で契約が切れるが、更新はしない」と言及する事態にまで発展した。韓国国外のメディアも「『いじめ説』が韓国女子団体追い抜きで浮上した」（アメリカ・USAトゥデイ）、「エリートスポーツで弱者を苦しめる気分の悪い話がテレビで中継された」（カナダ・グローブ・アンド・メール）、 「チームメートをいじめる選手2人の国家代表資格を剥奪しろという請願が35万人」（イギリス・BBC）と報じている。
これを受け翌20日にキムは朴や監督と共に記者会見を開き、「競技を終えた後、時間が遅くて話す時間がなかった。宿所が違うので難しかった」「昨日、競技をした後、インタビューをした。インタビューをご覧になった多くの方が傷ついたようだ。本当に申し訳ない。すごく反省している」と述べ、会見中は涙を見せる場面もあった。
この騒動の要因として朝鮮日報は20日に「大韓氷上競技聯盟の手違いにより一度はチームパシュートの代表に選出された盧が出場できない事態になり、盧はSNSで連盟を批判した。その後盧は出場可能になったが歓迎されず膠着状態となった」と大韓氷上競技聯盟に原因があることを指摘し、中央日報もキムと監督が「前日にこのやり方を決めた」とした会見に対し盧は「まったく聞いていない」と意思疎通ができていなかったことを指摘している。
21日の7・8位決定戦では3人一緒にゴールしたが準々決勝より遅いタイムで最下位となり、レース後3人はインタビューに応じず会場を後にした。
上述の通り24日のマススタートに出場し、銀メダルを獲得したが試合後太極旗をリングに広げて観客席に向けて平伏する姿を見せ、表彰式でも金メダルの髙木菜那、銅メダルのイレーネ・スハウテンが笑顔を見せる中一人硬い表情のままで笑顔はなかった。
オリンピック終了後、キムは度重なるバッシングを受けて不安障害となり、精神治療を求めて入院したことが報じられている。

## 成績
| 女子スピードスケート | 女子スピードスケート | 女子スピードスケート | 女子スピードスケート | 女子スピードスケート |
| 競技                 | 結果                 | 日付                 | 場所                 | 注記                 |
| -------------------- | -------------------- | -------------------- | -------------------- | -------------------- |
| 500m                 | 40,68                | 2015年3月7日         | カルガリー           |                      |
| 1000m                | 1:18.12              | 2015年10月9日        | ソルトレイクシティ   |                      |
| 1500m                | 1:56.12              | 2013年11月16日       | ソルトレイクシティ   |                      |
| 3000m                | 4:03.85              | 2017年2月9日         | 江陵                 | 大韓民国記録         |
| 5000m                | 7:05.55              | 2015年11月20日       | ソルトレイクシティ   | 大韓民国記録         |